# Isolde Schönstein
Isolde M. Schönstein (* 1941 in Wien) ist eine österreichische Umweltaktivistin.

## Wirken

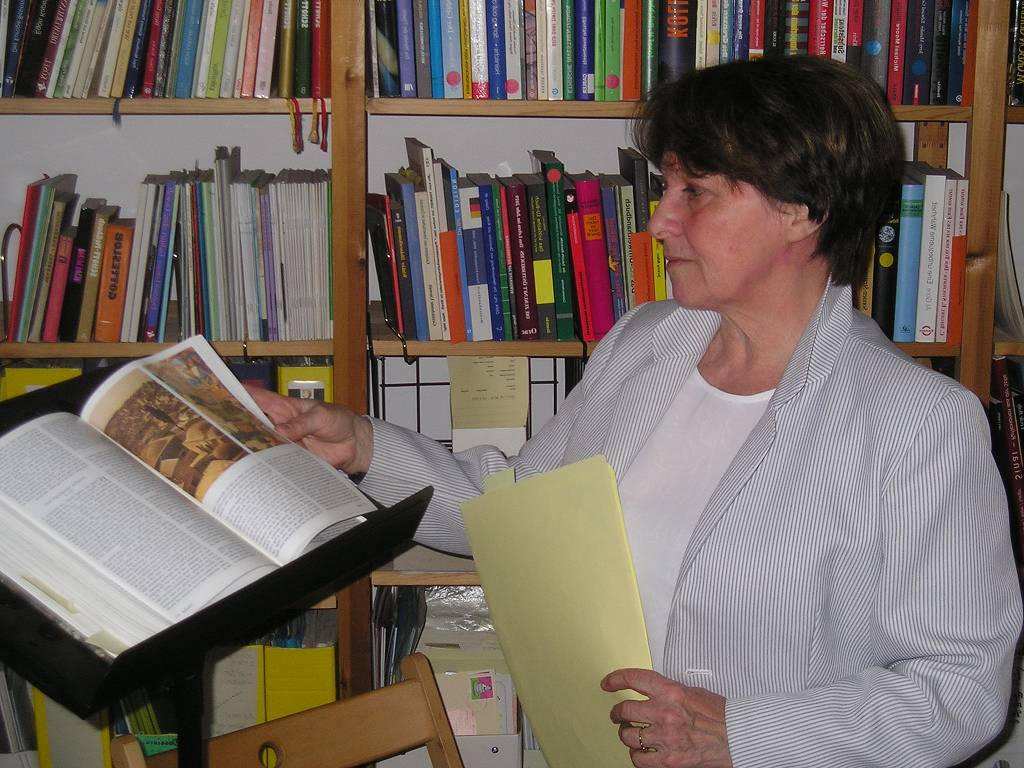
Isolde M. Schönstein

Isolde Schönstein führt ihr Umweltengagement auf frühe Naturerfahrungen am Leithagebirge sowie auf ihr vielschichtiges soziales Umfeld und die christliche Erziehung zurück.
Bereits 1964 nahm sie als 23-Jährige an der erfolgreichen Bürgerinitiative ihres Heimatortes gegen den Schadstoffausstoß eines Zementwerkes teil, die Entwicklungen nahmen ihren Lauf, denn damit war „die Welt nicht gerettet“.
1989 ergriff sie unmittelbar nach der I. Europäischen Ökumenischen Versammlung von Basel die Initiative zur Umsetzung der kirchlichen Erklärungen, für „Friede-Gerechtigkeit-Bewahrung der Schöpfung“ und gründete mit Aktivisten eine Ökosoziale Bewegung in der katholischen Kirche, welche 1992 unter ihrer Führung in die Gründung der katholischen Umweltorganisation Arbeitsgemeinschaft „Schöpfungsverantwortung“ mit ökumenischer und interregionaler Ausrichtung mündete. Diese steht in Austausch und Zusammenarbeit mit Vertretern von Wissenschaft, Politik und NGOs.
Die Österreichische Bischofskonferenz griff den Appell der Arbeitsgemeinschaft im Jahr 1994 für eine umfassende kirchliche Umweltarbeit auf und beauftragte die ARGE Schöpfungsverantwortung mit der Koordination der kirchlichen Umweltarbeit im In- und Ausland. Im Zuge dessen wurden auch die diözesanen Umweltstellen geschaffen und ein Referatsbischof für Umweltfragen bestellt.
1998 legte sie mit Vertretern der europäischen Kirchen den Grundstein für das European Christian Environmental Network (ECEN) und wurde bei der konstituierenden Versammlung des ECEN mit der Leitung des Schwerpunktprojektes „Time of Creation“ (Schöpfungszeit, Tag der Schöpfung, 1. September) als Leiterin der einschlägigen Koalition beauftragt. 2007 bestätigen die Kirchen Europas die Schöpfungszeit vom 1. September bis 4. Oktober, wie sie von Isolde Schönstein und Lukas Fischer im Rahmen des ECEN als Weltkircheninitiative ins Leben gerufen und seit vielen Jahren praktiziert wurde.

## Projekte und Initiativen
Mit zahlreichen Aktivisten und unterstützt von einem Wissenschaftlerteam, gelangten unter dem Motto: „Was zählt, ist die Tat“ zahlreiche Projekte zur Durchführung, wie zum Beispiel:
- „Die Kirche auf dem Weg zur nachhaltigen Energieversorgung“,
- Lebensstilmodell „Bilanzen der Gerechtigkeit“,
- Ökologische Landwirtschaft,
- Elternbildung,
- „Sanfte Mobilität“,
- Gesundheitsvorsorge, Umweltbildung, Initiativen in postkommunistischen Ländern, * „Future Generations“: Bildungs- und Ausbildungsprogramme im In- und Ausland

Zu den wichtigsten gesellschaftspolitischen Initiativen zählen
- Die Kampagne „Kein Patent auf Leben“, 1996
- das Gentechnik-Volksbegehren, 1997 (siehe Liste der Volksbegehren in Österreich)
- Ökosteuer-Appell
- Klimapetition an die UNO (Avaaz)
- Ökostrom-Gesetz
- Ernährungssouveränität
- Nein zur Todesstrafe
- Atom-Stopp
- laufende Wahrnehmung akuter Gefährdungen.

## Auszeichnungen
- 2005 Konrad-Lorenz-Preis: Für die zahlreich entstandenen Dienste und Projektumsetzungen nahm Isolde Schönstein 2005 für die ARGE Schöpfungsverantwortung den Staatspreis der Republik Österreich, den Konrad-Lorenz-Preis, entgegen, welcher für den Einsatz um das Nichtwiederbringliche in Natur und Umwelt, Generationenverantwortung und Schöpfungsethik verliehen wurde.

- 2010 Europäische Friedensrose Waldhausen: Seither gehört sie dem Kuratorium des Friedenskomitees Waldhausen im Strudengau an.